# Lijst van voetbalinterlands Botswana - Congo-Kinshasa
Deze lijst van voetbalinterlands is een overzicht van alle officiële voetbalwedstrijden tussen de nationale teams van Botswana en Congo-Kinshasa. De landen speelden tot op heden vijf keer tegen elkaar. De eerste ontmoeting was een kwalificatiewedstrijd voor de Afrika Cup 2004 op 13 oktober 2002 in Kinshasa. Het laatste duel, een vriendschappelijke wedstrijd, vond plaats op 5 juni 2017 in Rabat (Marokko).

## Wedstrijden
| № | Plaats   | Datum           | Competitie                   | Wedstrijd                 | Uitslag |
| - | -------- | --------------- | ---------------------------- | ------------------------- | ------- |
| 1 | Kinshasa | 13 oktober 2002 | Afrika Cup 2004 kwalificatie | Congo-Kinshasa − Botswana | 2 − 0   |
| 2 | Gaborone | 5 juli 2003     | Afrika Cup 2004 kwalificatie | Botswana − Congo-Kinshasa | 0 − 0   |
| 3 | Gaborone | 1 juli 2005     | Vriendschappelijk            | Botswana − Congo-Kinshasa | 0 − 0   |
| 4 | Windhoek | 22 juni 2016    | COSAFA Cup 2016              | Botswana − Congo-Kinshasa | 0 − 0   |
| 5 | Rabat    | 5 juni 2017     | Vriendschappelijk            | Congo-Kinshasa − Botswana | 2 − 0   |

## Samenvatting
| Competitie              | Totaal gespeeld | Winst Botswana | Gelijk | Winst Congo-Kinshasa | Doelsaldo Botswana – Congo-Kinshasa |
| ----------------------- | --------------- | -------------- | ------ | -------------------- | ----------------------------------- |
| Afrika Cup-kwalificatie | 2               | 0              | 1      | 1                    | 0 − 2                               |
| COSAFA Cup              | 1               | 0              | 1      | 0                    | 0 − 0                               |
| Vriendschappelijk       | 2               | 0              | 1      | 1                    | 0 − 2                               |
| Totaal                  | 5               | 0              | 3      | 2                    | 0 − 4                               |

Wedstrijden bepaald door strafschoppen worden, in lijn met de FIFA, als een gelijkspel gerekend.